# Archaeodontosaurus
Archaeodontosaurus (лат.) — род динозавров из инфраотряда завропод (Sauropoda), живших в середине юрского периода (батский век) на Мадагаскаре. Типовой и единственный вид — Archaeodontosaurus descouensi.

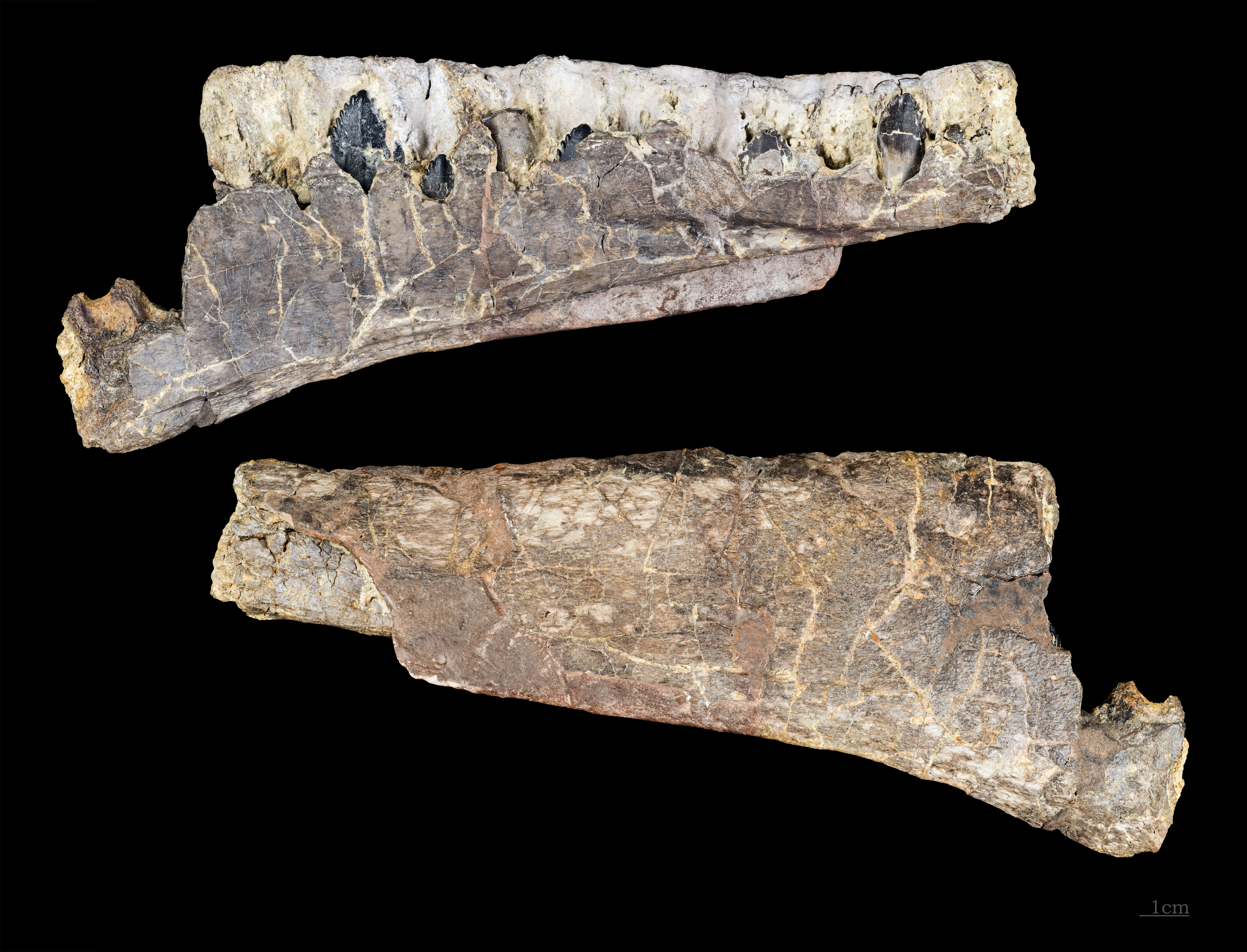
Голотип, вид с обеих сторон

Вид описан по фрагменту правой половины нижней челюсти с несколькими зубами. Динозавр интересен примитивными зубами прозавроподного типа при типичной для завропод челюсти. Из-за малого количества ископаемого материала восстановить в деталях строение животного невозможно; вероятно, Archaeodontosaurus был большим четвероногим динозавром, с длинными шеей и хвостом и столбообразными ногами. По оценке Молины-Переса и Ларраменди (2020), длина тела голотипа (MHNDPal 2003-396) могла достигать около 14,9 м, высота бедра 3,25 м, масса 7,5 т. Систематическое положение этого рода среди завропод в настоящее время не может быть точно определено.